# Notoplectron campbellensis
Notoplectron campbellensis är en insektsart som beskrevs av Richards, A.M. 1964. Notoplectron campbellensis ingår i släktet Notoplectron och familjen grottvårtbitare. Inga underarter finns listade i Catalogue of Life.